# Stefan Baley

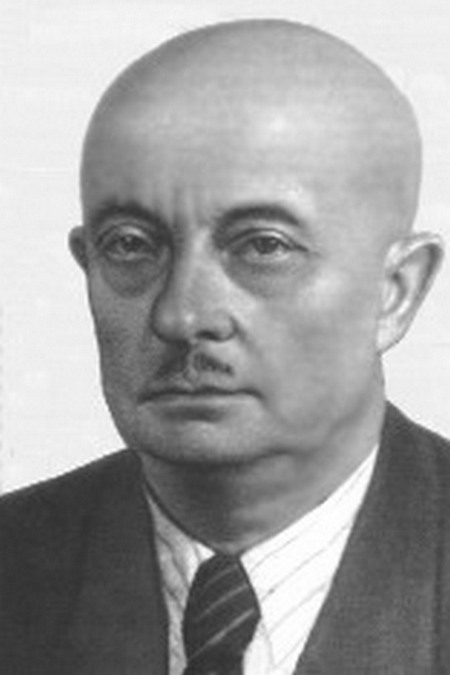
Stefan Baley

Stefan Baley (* 4. Februar 1885 in Borki Wielkie (heute Welyki Birky) bei Tarnopol; † 13. September 1952 in Warschau) war ein polnischer Psychologe, Arzt und Pädagoge ukrainischen Ursprungs. Er wird der Lemberg-Warschau-Schule zugeordnet. Baley war Mitglied der Polska Akademia Nauk und Sachbuchautor.

## Leben
Baley stammte aus einer Lehrerfamilie. Es studierte nach seinem Abitur in Tarnopol 1903 Psychologie und Philosophie an der Universität Lemberg, u. a. bei Kazimierz Twardowski. 1911 promovierte er im Fach Psychologie. Anschließend arbeitete er als Gymnasiallehrer in Lemberg. Danach studierte er ergänzend Psychologie in Paris und Berlin sowie von 1917 bis 1923 Medizin in Lemberg und promovierte 1923 in Warschau in Medizin. Bis 1927 arbeitete er im Lemberger Psychiatriekrankenhaus. 1928 wurde er Professor an der Universität Warschau, wo er das Psychologieinstitut leitete. Während des Zweiten Weltkrieges unterrichtete er an der Untergrunduniversität in Warschau und arbeitete als Arzt in Psychiatrie- und Kinderkrankenhäusern. Nach dem Krieg arbeitete er an den Universitäten in Warschau und Łódź.

## Werke (Auswahl)
- Zarys psychologii. 1922
- Potrzeby psychologii pedagogicznej. 1929
- Potrzeby rozwojowe psychotechniki. 1930
- Zarys psychologii w związku z rozwojem psychiki dziecka. 1936
- Osobowość twórcza Żeromskiego. 1936
- Psychologia wychowawcza w zarysie. 1938
- Drogi samopoznania. 1946
- Wprowadzenie do psychologii społecznej. 1959